# 楊大眼

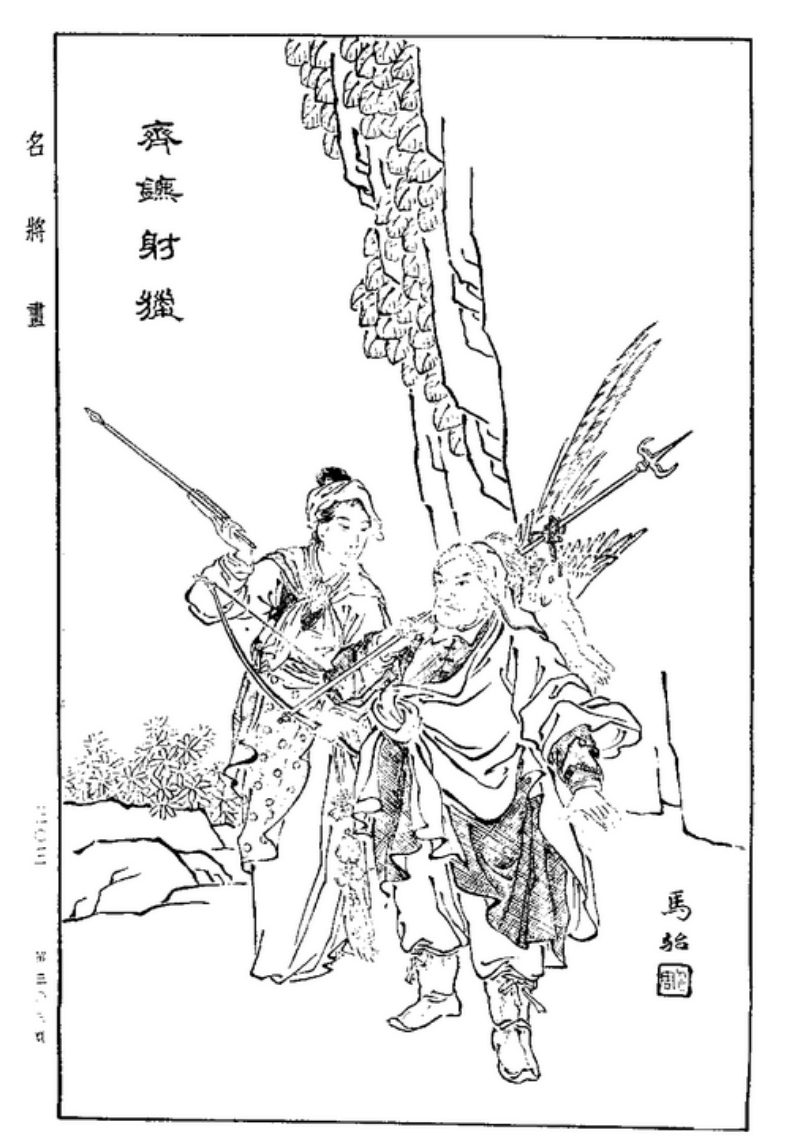
楊大眼

楊 大眼（よう たいがん、? - 518年）は、中国の北魏の軍人。孝文帝・宣武帝に仕え、南朝梁と戦った。

## 経歴
武都の氐族の仇池国王の楊難当の孫にあたる。優れた身体能力を持っていたが、妾腹の子であったため、幼少期は親族から省みられることはなかった。
太和年間、北魏に出仕し、奉朝請に任じられた。そこで楊大眼は、3丈の縄を髷にくくりつけて走り、それで縄が地面につかず、真っ直ぐ張るほどの速度で走り、軍主に任じられた。孝文帝の南征に従って功績を上げ、その武勇は「六軍に冠する」と称された。宣武帝の初年、奚康生とともに寿春に入り、功績により安成県開国子に封ぜられ、食邑300戸を受けた。直閤将軍に任じられ、まもなく輔国将軍・游撃将軍の位を加えられた。
征虜将軍・東荊州刺史に転じ、樊秀安が反乱を起こすと、李崇の下でこれの平定に活躍する。
南朝梁の武帝（蕭衍）が王茂を派遣して河南城を占拠すると、楊大眼は武衛将軍・仮平南将軍に任じられ、曹敬・邴虬・樊魯らの諸軍を率いて戦い、南朝梁の将の王花・申天化らを斬り、俘虜7千を得る大勝利をおさめた。また、南朝梁の張恵紹が宿預を占拠した際も、楊大眼は仮平東将軍となり、別将として征討にあたり、邢巒とともにこれを破った。勝利に乗じて中山王元英とともに鍾離を包囲したが、部将の劉神符・公孫祉らの夜間の逃亡を止められず敗北。一兵卒に降格された。
永平年間、再び中山内史に抜擢された。南朝梁の侵略を恐れた宣武帝により太尉長史に任じられ、仮平南将軍、別将として東征し、淮水・淝水の防備に専念した。宣武帝の死後は、孝明帝により光禄大夫に任じられ、荊山を守備した。このころ、大乗の乱が起き、蕭宝寅とともに淮堰を攻めたが、抜くことが出来ず、堰を切るだけして兵を返した。荊州刺史に転じて、州にあること2年、死去した。

## 逸話
- 非常に武勇に優れており、戦では率先して突撃したという。当時から「関羽・張飛がよみがえっても、楊大眼には敵わないだろう」と恐れられ、淮河・泗水・荊州・沔州などの地域では「楊大眼が来るぞ」と言えば泣く子も黙る、虎を殺した、任地にいる限り盗賊が出現しなかった、などその武勇をあらわすエピソードは非常に多い。
- 文盲ではあったが記憶力に優れ、聞いたことは忘れることが無かったという。また命令についても、全て部下に口述筆記させていた。
- 妻である潘氏もまた女傑であり、戎装してともに狩猟にでたり、戦場で活躍したという。楊大眼はときに同僚に対し潘氏のことを自慢して「これは潘将軍である」と言っていた。二人の間の子に、楊甑生・楊領軍・楊征南がいた。のちに潘氏は不貞をはたらき、楊大眼に自殺させられている。
- 『魏書』によると、後妻の元氏は先妻の潘氏の子たちを婢の子とさげすんでいた。楊大眼の死後、楊甑生らの兄弟は母の死の原因を作った趙延宝を射殺し、恐れた元氏は入水して逃亡した。楊征南は元氏をまた射殺そうとしたが、楊甑生が止めたため、彼ら兄弟は父の遺体を馬上に抱えて襄陽に逃れ、南朝梁に帰順した。『梁書』によると、楊大眼の子の名前は楊華といい、若くして勇敢な上、たくましい容貌の持ち主であった。彼に恋慕した霊太后に迫られて情交を結んだが、災いが及ぶことを恐れ、配下の私兵を率いて南朝梁に亡命した。霊太后は楊華を追慕してやまず、「楊白華歌辞」という詩を作り、昼夜宮女たちにこれを歌い踊らせという。
- 楊大眼は、兵が怪我しただけで涙を流して労わり、兵たちの子供と一緒に遊んだりする人柄だったので、よく慕われた。しかし、「大乗の乱」以後は喜怒を激しく表すようになり、兵から恐れられ、憎むものすら出るようになったという。
- 楊大眼は荊州刺史となると、現地の少数民族を弾圧した。また北淯郡に虎が出没して被害が出ると、これを退治してその頭を市にさらした。敵対した少数民族は、「楊公は人を憎み、われら蛮のものをいつも射かけたが、深山の虎さえ免れることはなかった」と言った。
- 王秉から、「貴方の高名は知っていたが、貴方の瞳の中に車輪状のもう一つの瞳があるとは知らなかった」と言われ、「戦場に行くと、英気が湧き上がって瞳に車輪が浮かび上がるのだ」と答えたという。重瞳だった可能性がある。
- 河南洛陽の南郊の伊水両岸の龍門石窟には、太和23年（499年）に亡くなった北魏の六代皇帝孝文帝の供養のために、景明年間に楊大眼が釈迦像一体を造営している。そこに添えられた「楊大眼造像記」は書道史上でも楷書の名品として知られ、「龍門造像記」の中でも「龍門四品」と呼ばれ、高く評価されている（「龍門四品」とは「楊大眼造像記」「始平公造像記」「魏霊蔵造像記」「孫秋生造像記」を指す）。

## 伝記資料
- 『魏書』巻73 列伝第61 「楊大眼伝」
- 『北史』巻37 列伝第25 「楊大眼伝」